# ŽRK Olimpija Ljubljana
ŽRK Olimpija Ljubljana (Ženski rokometni klub Olimpija Ljubljana) ist ein slowenischer Frauen-Handballverein aus Ljubljana.

## Geschichte
Der ŽRK Olimpija Ljubljana wurde im Sommer 1949 von Mitja Vidic unter dem Namen Sportgemeinschaft Enotnost (športnega društva Enotnost) gegründet. Mitja Vidic war bis 1991 Funktionär im Verein und sein größter Antreiber. Ihm zu Ehren trägt die Handball Schule für Jugendliche seinen Namen.
Zu Beginn der Vereinsgeschichte spielte man wie damals üblich Großfeld-Handball. Schon ein Jahr später zerfiel die Sportgemeinschaft und man gründete den Handballverein RK Enotnost Ljubljana, der 1953 in RK Svoboda umbenannt wurde.
Der erste Erfolg war bei einem jugoslawischen Turnier in dem durch den ersten Platz der Aufstieg in die 1 Jugoslawische Liga errungen werden konnte. Dort hielt man sich die ersten Jahr im oberen Drittel auf bis mit der Zeit die Erfolge ausblieben. Seit 1961 wurde dann auf Kleinfeld gespielt so wie wir es noch heute kennen. 1964 erfolgte dann der Abstieg aus der ersten jugoslawischen Liga in die zweite Liga, Bezirk Ljubljana.
Ein Jahr, 1965 vereinigen sich RK Svoboda und RS Olimpija (Handballsektion Olimpija) zu RK Svoboda-Olimpija Ljubljana. Als dann 1968 der dritte Verein aus Ljubljana, zu der Zeit auch der Erfolgreichste, RK Šiška sich mit den beiden Vereinen zusammenschloss, entstand der heute bekannte Verein RK Olimpija Ljubljana.
Erst 1983 gelang dann der Wiederaufstieg in die erste jugoslawische Liga unter neuer Vereinsführung, jedoch mit selbigem ambitionierten Ziel. Jugoslawischer Meister wurde man jedoch nie.
Nach dem Zerfall Jugoslawiens wurde die Slowenische Liga gegründet, die man zu Beginn dominierte, Meister wurde man 3 Jahre in Folge. Ebenso wurde man zwei Mal Pokalsieger. Den größten Erfolg in der Vereinsgeschichte erzielte man aber 1996/97 mit dem Sieg im EHF-Pokal.
Aufgrund der Misswirtschaft im Verein verflachte jedoch die Erfolgsstrecke welches 2011/12 mit dem erstmaligen Abstieg aus der Slowenischen ersten Liga bedeutete. Schon im Jahr zuvor spielte man nur mit Halbprofis aus der Jugendmannschaft und konnte die Liga gerade so halten. Aufgrund der angehäuften Schulden zwischen 2008 und 2012 musste der Verein zum Ende der Saison 2013/14 Insolvenz anmelden.

## Erfolge
- Meisterschaft: 1992, 1993, 1994
- Meisterschaft B-Liga: 2013
- Pokal: 1992, 1998
- EHF-Pokal: 1997

## Vereinsnamen aufgrund Sponsoren
- 1950–1952: Rokometni klub Enotnost
- 1953–1964: Rokometni klub Svoboda
- 1965: Rokometni klub Svoboda-Olimpija
- 1965–1984: Rokometni klub Olimpija
- 1984–1991: Rokometni klub Belinka Olimpija
- 1991–1995: Rokometni klub Olimpija
- 1995–1999: Rokometni klub Robit Olimpija
- 1999–2003: Rokometni klub Olimpija
- 2003–2007: Rokometni klub Olimpija PLK
- 2007–heute: Rokometni klub Olimpija

## Trainer
- 1983–1986: Leopold Jeras
- 1986–1987: Borut Penko
- 1987–1988: Borut Penko, Nikola Radić
- 1988–1989: Janković, Cveto Pavčič
- 1989–1990: Jiti Zerzan
- 1990–1991: Jiri Zerzan, Nikola Radić
- 1991–1992: Antun Bašič
- 1992–1993: Andrej Kavčič
- 1993–1996: Leopold Jeras
- 1996–1999: Pavel Čumakov
- 1999–2001: Zdenko Mikulin
- 2001–2002: Marko Berce
- 2002–2006: Jani Pernar
- 2006–2007: Jože Jeglič
- 2007–2008: Mira Vinčič
- 2008–2010: Robert Beguš
- 2010–2011: Robert Beguš, Marjeta Veber Marton
- 2011–2013: Vesna Petrović